# August Walter (Politiker)

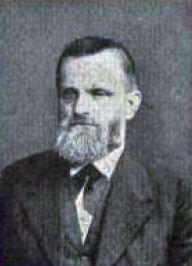
August Walter

Georg Ludwig August Walter (* 10. Dezember 1827 in Boizenburg; † 28. März 1888 in Dresden) war ein deutscher Kaufmann und Politiker (Deutsche Fortschrittspartei). Er war Mitglied des Deutschen Reichstags und des Sächsischen Landtags.

## Leben
August Walter wurde als jüngerer Sohn des aus Sachsen gebürtigen Pastors Gottlob Walter (1800–1871) und dessen Frau Dorothea Marie Luise, geb. Sperling (1800–1845), einer mecklenburgischen Pastorentochter, geboren. Er verlebte Kindheit und Jugend in Boizenburg und Waren (Müritz), wo der Vater 1835 eine Pfarrstelle übernommen hatte, bekam Privatunterricht von seinem Vater, absolvierte ab 1842 er eine kaufmännische Ausbildung in Grabow und war anschließend als Kommis in verschiedenen Branchen tätig. 1853 war er Buchhalter des Lederindustriellen Daniel Beck in Döbeln, 1855 Pächter einer Papierfabrik in Nossen und ließ sich dann 1859 in Dresden nieder. Er war Inhaber des Beleuchtungsgeschäfts Schilling & Walter in Dresden.
1862 zählte Walter zu den Mitbegründern des Städtischen Vereins. Von 1865 bis 1870 war er Stadtverordneter von Dresden und während der Teilnahme des Vizevorstehers Wilhelm Schaffrath am Reichstag des Norddeutschen Bundes von Februar 1867 bis 1869 hatte Walter interimistisch den Posten des 2. Vizevorsitzenden inne. Seit 1867 war er Vorsitzender des Dresdner Gewerbevereins und später auch Vorstand des Vorortes der sämtlichen Sächsischen Gewerbe-Vereine. Er war einer der Initiatoren der Sächsischen Gewerbeausstellungen. Von 1869 bis 1885 vertrat er den Wahlkreis Dresden 1 in der II. Kammer des Sächsischen Landtags. Von Januar 1877 bis Juli 1878 und von Oktober 1881 bis Oktober 1884 war er zusätzlich Mitglied des Deutschen Reichstags für den Wahlkreis Sachsen 10 (Nossen, Döbeln).
1881 ist Walter als Besitzer der Wettinhöhe in der Lößnitz genannt.